# Jimmy Izquierdo
Jimmy Alfonso Izquierdo (Ventanas, Los Ríos, 28 de mayo de 1962-Guayaquil, 23 de abril de 1994) fue un futbolista ecuatoriano.

## Trayectoria
Izquierdo formó parte del plantel de Barcelona que logró el subcampeonato de la Copa Libertadores de América en 1990. Fue separado del equipo cuando llegó Jorge Habegger. Después fue fichado por Delfín Sporting Club en 1993.

## Clubes
| Club           | País    | Año       |
| -------------- | ------- | --------- |
| Barcelona S.C. | Ecuador | 1981-1992 |
| Delfín S.C.    | Ecuador | 1993      |

## Palmarés

### Campeonatos nacionales
| Título                 | Club      | País    | Año  |
| ---------------------- | --------- | ------- | ---- |
| Campeonato Ecuatoriano | Barcelona | Ecuador | 1981 |
| Campeonato Ecuatoriano | Barcelona | Ecuador | 1985 |
| Campeonato Ecuatoriano | Barcelona | Ecuador | 1987 |
| Campeonato Ecuatoriano | Barcelona | Ecuador | 1989 |
| Campeonato Ecuatoriano | Barcelona | Ecuador | 1991 |